# 大柿町小古江
大柿町小古江（おおがきちょうおぶれ）は、江田島市の地名である。
郵便番号は737-2215。

## 地理
北側に立山（145m）と真道山（430m）がある。
南側には大原湾がありセブンイレブンなどの商店が点在している。

### 道路
- 国道487号線

## 隣接する町・大字
- 大柿町深江[2]
- 大柿町柿浦
- 大柿町大君
- 沖美町岡大王 - 海を隔てて隣接。
- 沖美町三吉 - 海を隔てて隣接。

## 建造物
- 占部水産江田島 [3]
- 小古江説教所